# 金超喜 (カーリング選手)
金 超喜（キム・チョヒ、朝: 김초희、1996年9月7日 - ）は、大韓民国の女子カーリング選手。京畿道議政府市出身。2018年平昌オリンピック銀メダリスト。江陵市庁所属。愛称は「チョチョ」。

## 経歴
1996年、京畿道議政府市で生まれ。2016–17年シーズンよりキム・ウンジョンがスキップを務める「Team Eun-Jung KIM」にリザーブとして加入。
2017-18年シーズン、平昌オリンピックに韓国代表のリザーブとして出場し、韓国カーリング史上初の銀メダルを獲得した。
2020-21年シーズンからキム・ヨンミに変わりセカンドを務める。2021年の世界選手権に韓国代表として出場し、7位。
2021-22年シーズン、北京オリンピックの代表選考を兼ねた韓国カーリング選手権で優勝。また、パシフィックアジア選手権に韓国代表として出場、決勝で日本に敗れ銀メダル。
北京オリンピック世界最終予選に出場。ラウンドロビンはで6勝2敗でプレーオフに進出した。プレーオフ初戦で日本に敗れたが、2戦目でラトビアに勝利して出場権を獲得。
2022年、北京オリンピックでは、予選ラウンドロビンを4勝5敗とし8位に終わった。
世界選手権に韓国代表として出場し、銀メダルを獲得。

## 戦績

### 韓国代表
- 冬季オリンピック
  - 2018年平昌（ 韓国）-  銀メダル
  - 2022年北京（ 中国）- 8位
- 世界女子カーリング選手権
  - 2017年北京（ 中国）- 6位
  - 2018年ノースベイ（ カナダ）- 5位
  - 2021年カルガリー（ カナダ）- 7位
  - 2022年プリンス・ジョージ（ カナダ）-  銀メダル
- パシフィックアジアカーリング選手権
  - 2016年義城（ 韓国）-  金メダル
  - 2017年エリナ（ オーストラリア）-  金メダル
  - 2021年アルマトイ（ カザフスタン）-  銀メダル

### ワールドカーリングツアー

#### グランドスラム
ワールドカーリングツアーにおける最高峰の大会シリーズであるグランドスラムの成績。
| 略語の説明 | 略語の説明         |
| ---------- | ------------------ |
| C          | 優勝               |
| F          | 準優勝             |
| SF         | ベスト4            |
| QF         | ベスト6・ベスト8   |
| R16        | ベスト16           |
| Q          | 予選敗退           |
| T2         | ティア2（2部）出場 |
| DNP        | 大会不参加         |
| N/A        | 開催せず           |

| 大会 / シーズン        | 2016–17 | 2017–18 | 2018–19 | 2019–20 | 2020–21 | 2021–22 | 2022–23 | 2023–24 |
| ---------------------- | ------- | ------- | ------- | ------- | ------- | ------- | ------- | ------- |
| ツアーチャレンジ       | DNP     | T2      | DNP     | DNP     | N/A     | N/A     | QF      | T2      |
| ナショナル             | Q       | DNP     | DNP     | DNP     | N/A     | DNP     | Q       | DNP     |
| カナディアン・オープン | DNP     | SF      | DNP     | DNP     | N/A     | N/A     | DNP     | QF      |
| マスターズ             | QF      | DNP     | DNP     | DNP     | N/A     | SF      | Q       | Q       |
| プレーヤーズ           | DNP     | Q       | DNP     | N/A     | DNP     | DNP     | DNP     | QF      |
| チャンピオンズカップ   | DNP     | DNP     | DNP     | N/A     | DNP     | Q       | DNP     | N/A     |

#### 旧グランドスラム
| 大会 / シーズン | 2018–19 |
| --------------- | ------- |
| エリート10      | DNP     |

## チーム

### 4人制女子
| シーズン | フォース | サード | セカンド | リード | リザーブ |
| -------- | -------- | ------ | -------- | ------ | -------- |
| 2016–17  | 金恩貞   | 金敬愛 | 金善英   | 金栄美 | 金超喜   |
| 2017–18  | 金恩貞   | 金敬愛 | 金善英   | 金栄美 | 金超喜   |
| 2018–19  | 金恩貞   | 金敬愛 | 金善英   | 金栄美 | 金超喜   |
| 2019–20  | 金恩貞   | 金敬愛 | 金善英   | 金栄美 | 金超喜   |
| 2020–21  | 金恩貞   | 金敬愛 | 金超喜   | 金善英 | 金栄美   |
| 2021–22  | 金恩貞   | 金敬愛 | 金超喜   | 金善英 | 金栄美   |
| 2022–23  | 金恩貞   | 金敬愛 | 金超喜   | 金善英 | 金栄美   |
| 2023–24  | 金恩貞   | 金敬愛 | 金超喜   | 金善英 | 金栄美   |